# Desislava Aleksandrova-Mladenova
Desislava Aleksandrova-Mladenova (27. listopada 1975.) umirovljena je bugarska atletičarka, natjecateljica u skoku u vis. Najznačajnije nastupe i uspjehe ostvarila između 1992.
i 1996. godine.
Najveći uspjeh ostvarila je osvajanjem srebrnog odličja na Europskom dvoranskom prvenstvu 1994. u francuskom glavnom gradu Parizu, gdje je preskočila 1,96 metara i postavila svoj osobni rekord u dvorani. Zlatno odličje, s preskočenih 1,98 metara, pripalo je Stefki Kostadinovi, bugarskoj držačici svjetskog rekorda u skoku u vis.
Prije svog jedinog seniorskog odličja, svoje srebrno juniorsko odličje osvojila je na Europskom juniorskom prvenstvu 1993. u Španjolskoj.
Najbolji skok na otvorenom ostvarila je na grčkom otoku Rodu 1997. s preskočenih 1,93 metra, dok je u dvorani najbolji rezultat 1,96 metara postavljenih na Europskom dvoranskom prvenstvu 1994., gdje je osvojila srebrno odličje. Kasnije je tu visinu preskakala još nekoliko puta, ali s njom nije postigla značajnije uspjehe.